# Mario Reading
Mario Gilbert Priester-Reading assinava como Mario Reading (Bournemouth, 10 de agosto de 1953 - 29 de janeiro de 2017) foi um autor britânico. Era especialista em Nostradamus e a trilogia de romances best-seller: Anticristo, já vendeu mais de um milhão de cópias em 39 países, e se inicia com: The Nostradamus Prophecies (As Profecias de Nostradamus (título em Portugal) ou As 52 Profecias Perdidas de Nostradamus (título no Brasil)).

## Biografia
Reading nasceu em Bournemouth (Inglaterra), filho de Gordon e Lieselotte Reading. Foi criado na Inglaterra, Alemanha e no sul da França, e estudou na Rugby School e na Universidade de East Anglia, onde estudou Literatura Comparada com os professores Malcolm Bradbury e Angus Wilson.
Consolidou grande reputação como especialista em Nostradamus, apareceu em vários documentários de canais como: Discovery Channel, History Channel, e National Geographic Channel.  Por quatro anos foi o presidente e coordenador-geral do prêmio para escritores: Writing Awards Fonthill.
Sua mais nova série de romances apresenta o fotojornalista John 'O Templário' Hart; The Templar Prophecy foi lançado em 2014, The Templar Inheritance em Abril de 2015, e a mais recente aventura do personagem John Hart, The Templar Succession, foi lançada em Abril de 2016.

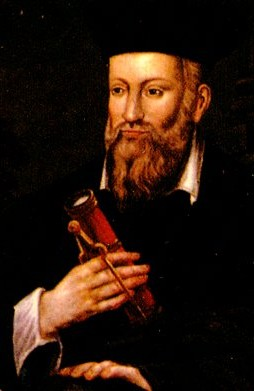
Nostradamus.

Em 2015 foi eleito um dos TOP 100 - Pessoas Vivas Mais Espiritualmente Influentes, pelas Revista Watkins Mind Body Spirit.
Ele morreu em janeiro de 2017 vítima de câncer(pt-BR) ou cancro(pt-PT?).

### O terceiro anticristo
O escritor não se limitou a produzir romances ficcionais, em seu livro de não-ficção: Nostradamus e o Terceiro Anticristo, aborda a vinda do terceiro anticristo, o primeiro teria sido Napoleão, o segundo Hitler. Para ele Nostradamus fala de Napoleão Bonaparte em 47 das suas quadras e Hitler em 30 quadras.  Segundo ele, ao analisar o trabalho do vidente, o terceiro anticristo nasceria no dia 1° de janeiro de 2035. 

## Obras

### Trilogia Anticristo
- The Nostradamus Prophecies (1999) no Brasil: As 52 Profecias Perdidas de Nostradamus (Editora Record, 2010) / em Portugal: As Profecias de Nostradamus (Livros d'Hoje, 2009)
- The Mayan Codex (2010) em Portugal: O Código Maia (Casa das Letras, 2012)
- The Third Antichrist (2011)

### TrilogiaThe Templar
- The Templar Prophecy (2013)
- The Templar Inheritance (2015)
- The Templar Succession (2016)

### Outros
- The Music-Makers (2012)
- The Occupation Secret (2019)(póstumo)

### Não - Ficção
- The Dictionary Of Cinema
- The Movie Companion: The A-Z of film and film stars
- The Watkins Dictionary Of Dreams
- Nostradamus: The Complete Prophecies For The Future (1999) no Brasil: Nostradamus: As Profecias Completas Para o Futuro (Abnara, Livro Digital)
- Nostradamus: The Good News (2006)
- The Complete Prophecies Of Nostradamus
- Nostradamus: The Top 100 Prophecies (2010) em Portugal: Nostradamus - As 100 melhores Profecias (Plátano Editora)
- Nostradamus & The Third Antichrist: Napoleon, Hitler, & 'The One Still To Come (2011) no Brasil: Nostradamus e o Terceiro Anticristo - Napoleão, Hitler e Aquele Que Ainda Está Por Vir (Editora Pensamento, 2012)